# ATV (Turkse televisiezender)
ATV, een afkorting van Aktüel Televizyonu, is een Turkse televisiezender die in heel Turkije ontvangen kan worden. Het is een van de populairste zenders van dat land.

## Geschiedenis
De zender werd op 12 juli 1993 opgericht met Dinç Bilgin als programmadirecteur, daarna werd de zender verschillende malen door een andere partij overgenomen. Als slagzin gebruikt ATV "Dizi ATV'de İzlenir", dat "series worden op ATV bekeken" betekent.
Een van de populairste programma's op de zender was de sitcom Avrupa Yakası (Europese kust) van de scenarioschrijver Gülse Birsel, die eveneens een rol vertolkte in de serie. Het programma werd op woensdag uitgezonden en draaide zes seizoenen mee van 11 januari 2004 tot en met 24 juni 2009.

### Programmadirecteuren
- Dinç Bilgin (1993-2002)
- Turgay Ciner (2002-2007)
- Ahmet Çalık (2007-heden)